# Stalag 318
Stalag 318 – niemiecki nazistowski obóz jeniecki przeznaczony głównie dla jeńców radzieckich, założony późną wiosną 1941 roku. Od jesieni 1941 roku przemianowany na Stalag VIII F (Lamsdorf znajdował się w VIII okręgu Wehrmachtu, F- szósty obóz w okręgu VIII). Obóz znajdował się około 1,5 km na zachód od stalagu VIII B. Przebywali w nim jeńcy z bloku wschodniego, głównie radzieccy. Składał się z kilkunastu baraków, przeważnie drewnianych. Prace budowlane rozpoczęto jesienią 1941 roku, pierwotnie więźniowie koszarowani byli pod gołym niebem. Pod koniec 1943 roku obóz został przemianowany na Russenlager. Pozostałości obozu zachowane na terenie Miejsca Pamięci Narodowej w Łambinowicach.